# Дормамму
Дормамму (англ. Dormammu) — вигаданий персонаж, що з’являється в коміксах американського видавництва Marvel Comics, який був створений Стеном Лі та Стівом Дітком. Уперше з’явився в Strange Tales №126 (листопад 1964 року). Дормамму є надприродною та міжвимірною демонічною сутністю і божеством, братом Умар і дядьком супергероїні Клеї. Він править Темним виміром  і є постійним антагоністом Доктора Стренджа.
Персонаж неодноразово з’являвся в пов’язаній з Marvel продукції, зокрема у фільмах, анімаційних серіалах, відеоіграх, іграшках та колекційних картках. У кіно дебютував у фільмі «Доктор Стрендж» (2016) як частина Кіновсесвіту Marvel, його зіграв Бенедикт Камбербетч.

## Історія публікації
Вперше Дормамму з’явився у Strange Tales №126–127 (листопад — грудень 1964 року), хоча раніше вже згадувався у репліках персонажів, разом з Темним виміром.

## Сили й здібності
Дормамму визнається Доктором Стренджем як його «найстрашніший ворог». Його описують як загрозу «життю самого всесвіту», і зазначається, що «на піку сили йому ніхто не здатен протистояти». Він проявляє вплив на вселенському або навіть мультивселенському рівні. До його здібностей належать:
- проєкція енергетичних променів і снарядів[12];
- зміна розмірів і телепортація між вимірами[13][14][15][16];
- подорожі у часі[17][18];
- передача частини своїх сил іншим істотам[19][20][21][22];
- маніпуляція матерією та реальністю[23][24][25];
- переселення у тіла інших істот[26];
- безсмертя[27].

У межах Темного виміру його сила зростає завдяки поклонінню з боку послідовників.

## Сприйняття
Дормамму неодноразово потрапляв до різноманітних рейтингів, присвячених найпотужнішим або найпопулярнішим антагоністам Marvel. CinemaBlend включив його до списку «10 крутих лиходіїв Marvel, яких ми хочемо побачити у КВМ»; ComicBook.com і MovieWeb поставили його на перше місце у списках «Найкращі вороги Доктора Стренджа»; The Mary Sue і Looper розмістили його на четвертому місці у списках найпотужніших лиходіїв Marvel і супротивників Доктора Стренджа відповідно; IGN розмістив Дормамму на 56-му місці у рейтингу «100 найкращих лиходіїв коміксів». Також персонаж увійшов до низки тематичних списків видань Screen Rant і CBR.com, зокрема: «10 найкращих персонажів, що дебютували в коміксах про Доктора Стренджа»; «10 найстрашніших демонів у коміксах Marvel і DC»; «15 найпотужніших магічних істот у Marvel Comics»; «10 наймогутніших лиходіїв із демонічним походженням» тощо.

## Інші версії

### Marvel Mangaverse
Альтернативна версія Дормамму з Землі-2301 з’являється в Marvel Mangaverse.

### Ultimate Marvel
Варіант персонажа з Землі-1610 з’являється в Ultimate Marvel. Після вбивства сина Доктора Стренджа Дормамму зупинила Фантастична четвірка.